# Marinette Automobile Company
Marinette Automobile Company war ein US-amerikanischer Hersteller von Automobilen.

## Unternehmensgeschichte
Harry Thayer hatte bis 1907 bei T. Neville & Company Erfahrungen im Fahrzeugbau gesammelt. In dem Jahr gründete er die Thayer Automobile Company in Marinette in Wisconsin und produzierte Zubehör für Automobile. Außerdem stellte er einen Prototyp her. Er überzeugte die Marinette Iron Manufacturing Company, mit ihm gemeinsam in die Automobilproduktion einzusteigen. Dazu wurde im November 1907 die Marinette Automobile Company gegründet. Die Produktion von Automobilen begann. Der Markenname lautete Thayer. Im Dezember 1908 endete die Produktion. Am 1. Dezember 1908 kam es zum Bankrott. Insgesamt entstanden nur wenige Fahrzeuge.
Thayer betrieb anschließend zusammen mit einem Partner namens Isham die Thayer Isham Motor Car Company. Dies war ein Autohaus für Fahrzeuge der Maxwell Motor Company und der Studebaker Corporation. Alle genannten Unternehmen von Thayer hatten ihren Sitz in Marinette.
Eine andere Quelle nennt die Thayer Isham Automobile Company. Die Tageszeitung The Daily Eagle Star berichtete am 4. März 1909, dass die Thayer Isham Auto Co. der erste Automobilhersteller aus Marinette gewesen sei.

## Fahrzeuge
Der Prototyp hatte einen Vierzylindermotor. Für die Serienmodelle ist zumindest nichts anderes überliefert.